# عاصم حسين
عاصم حسين (بالأردوية: عاصم حسین)‏ (بالإنجليزية: Asim Hussain)‏ هو طبيب وسياسي باكستاني، ولد في 28 نوفمبر 1953. حزبياً، نشط في حزب الشعب الباكستاني. وقد انتخب Minister of Petroleum and Natural Resources ‏.